# Live Together, Die Alone (Lost)
Live Together, Die Alone este un episod al serialului de televiziune Lost, sezonul 2.